# Аркадіуш Пирка
Аркадіуш Пирка (пол. Arkadiusz Pyrka, нар. 20 вересня 2020, Радом, Польща) — польський футболіст, вінгер клубу «П'яст» та молодіжної збірної Польщі.

## Ігрова кар'єра

### Клубна
Аркадіуш Пирка є вихованцем футбольних клубів зі свого рідного міста Радом. У 2017 році футболіст приєднався до молодіжної команди клубу «Зніч». На професійному рівні Пирка дебютував у липні 2018 року у першій команді «Зніч» у турнірі Другої ліги. В команді футболіст провів два сезони.
Сезон 2020/21 Пирка розпочав як гравець клубу Екстракласи «П'яст», з яким підписав контракт до літа 2023 року. Першу гру в основі «П'яста» вінгер провів у серпні 2020 року у матчі на Кубок Польщі, де відзначився двома забитими голами. У чемпіонаті Пирка зіграв першу гру у липні 202 року.

### Збірна
З 2022 року Аркадіуш Пирка є гравцем молодіжної збірної Польщі.